# 大内義一 (英文学者)
大内 義一（おおうち ぎいち、1912年1月11日 - 2011年8月14日）は、日本のアメリカ文学者、早稲田大学名誉教授。港利道の別名をもつ。　

## 生涯
兵庫県淡路島出身。兵庫県立洲本中学校（旧制）をへて、1935年早大英文科卒。2年間大学院に在籍。のち早大政経学部教授、1982年定年退任、名誉教授。2011年、肺炎のため99歳で死去。

## 著書
- 黒人の文学 松柏社 1967
- 英米の文学 稲門堂 1970
- アメリカ黒人文学 評論社 1974 (英米文学シリーズ)
- アイルランドの詩歌 開文社出版 1978.12
- 一花一草 窓社 1993.1
- 瞑想 渡英日記 私家版 2008.7

## 共著
- 用例英作文辞典 守屋富生共編 池田書店 1957
- リチャード・ライトの世界 鈴木三喜男共著 評論社 1981.1 (英米文学シリーズ)
- なるとみかん 大内ふみ 窓社 2000.1

## 翻訳
- 二十世紀の文学 アイザック 河出書房 1953 (市民文庫)
- 自由について ハーバート・リード 万沢遼共訳 1955 (河出新書)
- 愛と性の位置 バートランド・ラッセル 万沢遼共訳 1956 (河出新書)
- 怒りの天使 ラヨシュ・ジラヒ 万沢遼共訳 河出書房 1957
- あなたの夫を殺さない法 ケニス・C.ハッチン 恒文社 1962 (モダン・ライフ・ライブラリー)
- 図解・新しい毛鈎釣り スポーツイラストレイテッド編 ベースボール・マガジン社 1962
- これがセールスマンの魔術だ L.ダニエル・シールズ 港利道訳 恒文社 1963 (モダン・ライフ・ライブラリー)
- 重役になるための条件 マイロン・S.アレン 港利道訳 恒文社 1966

## 記念論集
- 吉事 大内義一先生の喜寿を祝う会 1989.1
- 無憂而達 大内義一先生卒寿記念文集刊行会 2002.11

## 参考
- 大内義一教授略年譜・著作目録「教養諸学研究」1982